# Walter Münch (Fußballspieler, 1912)
Walter Münch (* 19. September 1912; † nach 1950) war ein deutscher Fußballspieler. Sein Sohn war Walter Münch (1932–2019).

## Biographie
Münch stand zwischen 1947 und 1949 zwei Spielzeiten lang im Oberligakader des 1. FSV Mainz 05; der Stürmer absolvierte in dieser Zeit 23 Spiele in der höchsten Spielklasse und erzielte dabei fünf Treffer. In der Spielzeit 1948/49 lief Münch auf Rechtsaußen in 20 Ligaspielen auf und erzielte in den Spielen gegen Phönix Ludwigshafen (1:1) und gegen Wormatia Worms (1:9) zwei Tore. Gegen Phönix war es der Ausgleichstreffer zum 1:1-Remis, gegen Worms der Ehrentreffer bei der hohen Auswärtsschlappe mit 1:9. Der erfahrene Angreifer lief an der Seite von Nullfünfer wie Josef Amadori, Gerd Higi, Werner Barth, Erich Reith und Karl-Heinz Wettig (12 Tore) auf, welche jeweils alle 24 Rundenspiele für Mainz 05 absolviert hatten. Die Nullfünfer erreichten jeweils mit dem achten Rang eine Mittelfeldplatzierung und blieben vor dem SV Gonsenheim und den Weisenauern bester Verein der Stadt. In der folgenden Saison 1949/50 kam Münch, inzwischen 37 Jahre alt, für die „Rot-Weißen“ der SpVgg Mainz-Weisenau zu lediglich einem weiteren Oberligaspiel. Anschließend spielte er noch, gemeinsam mit seinem Sohn, in der drittklassigen 1. Amateurliga Südwest für die SpVgg Ingelheim.